# ارتش سوریه آزاد
ارتش سوریه آزاد (SFA, عربی: جیش سوریا الحرة‎), که قبلاً با عنوان جیش مغاویر الثوره (RCA, عربی: جیش مغاویر الثورة‎) یا ارتش جدید سوریه (NSA, عربی: جیش سوریا الجدید‎) نیز شناخته می‌شد، جناحی از مخالفان سوری بشار اسد بود که کنترل قلمرو نزدیک به مرز سوریه با عراق و اردن را در اختیار داشت. این گروه توسط ارتش آمریکا آموزش دیده بود و در پادگان التنف میزبانی می‌شد.
ارتش جدید سوریه که برای گسترش تیپ الله‌اکبر توسط جداشدگان نیروهای مسلح سوریه و سایر شورشیان در طول جنگ داخلی سوریه در ۲۰ مه ۲۰۱۵ تأسیس شد، به دنبال بیرون راندن داعش از جنوب شرقی سوریه بود. در دسامبر ۲۰۱۶، ارتش جدید سوریه منحل شد و بقایای این گروه، مغاویر الثوره را تشکیل دادند. در سال ۲۰۲۲، به دنبال اختلافات بین جناح‌های مختلف رهبری آن، به ارتش آزاد سوریه تغییر نام داد. این گروه، توسط پادگان التنف میزبانی می‌شود.